# G. (album)
G. è il terzo album in studio della rock band svizzera Gotthard, pubblicato nel gennaio del 1996 dalla BMG/Ariola. L'uscita è stata anticipata dalla pubblicazione del singolo Father Is That Enough? nel novembre del 1995 e dal video musicale della traccia Sister Moon (che non venne però estratta come singolo).
È stato il primo album dei Gotthard a debuttare direttamente al primo posto della classifica svizzera, mantenendolo per sei settimane consecutive.
L'album è stato ristampato il 14 ottobre 1996 con l'aggiunta di due tracce bonus differenti per il mercato asiatico ed europeo, rispettivamente una versione dal vivo di Immigrant Song dei Led Zeppelin e il singolo He Ain't Heavy, He's My Brother.
Lo stile musicale rimane simile a quello dei due lavori precedenti, anche se G. si caratterizza per una maggiore prevalenza di elementi acustici. Il successo ottenuto porterà i Gotthard ad ampliare la loro proposta con l'album acustico D-Frosted nel 1997.

## Tracce
Tutte le canzoni sono state composte da Steve Lee, Leo Leoni e Chris von Rohr, eccetto dove indicato.
1. Sister Moon – 3:55
2. Make My Day – 3:45
3. Mighty Quinn – 3:15 (Bob Dylan)
4. Movin' On – 3:22
5. Let It Be – 6:15
6. Father Is That Enough? – 4:01
7. Sweet Little R' R' – 3:19 (von Rohr, Maurer)
8. Fist in Your Face – 3:50
9. Ride On – 4:08
10. In the Name – 5:23
11. Lay Down the Law – 3:37
12. Hole in One – 3:08
13. One Life, One Soul – 3:58

Versione europea (74321-43036-2)
1. He Ain't Heavy, He's My Brother – 4:35 (Bobby Scott, Bob Russell)

Versione asiatica (BVCM-35016)
1. Immigrant Song (Live) – 4:35 (Jimmy Page, Robert Plant)

- La traccia 3 è stata originariamente registrata dai Manfred Mann
- La traccia 14 (74321-43036-2) è stata originariamente registrata dagli Hollies
- La traccia 14 (BVCM-35016) è stata originariamente registrata dai Led Zeppelin per l'album Led Zeppelin III

## Formazione
- Steve Lee – voce
- Leo Leoni – chitarre
- Marc Lynn –  basso
- Hena Habegger –  batteria

### Altri musicisti
- Cat Gray – tastiere, percussioni
- Sammy Sanchez – slide guitar
- Andrew Garver – armonica
- Jane Child – cori
- Mandy Meyer – secondo chitarrista durante il tour

## Classifiche

### Classifiche settimanali
| Classifica (1996) | Posizione massima |
| ----------------- | ----------------- |
| Germania          | 49                |
| Svizzera          | 1                 |

### Classifiche di fine anno
| Classifica (1996) | Posizione |
| ----------------- | --------- |
| Svizzera          | 12        |

## Singoli e video
| Titolo                          | Singolo | Video |
| ------------------------------- | ------- | ----- |
| Father Is That Enough?          | 1995    | —     |
| Sister Moon                     | —       | 1996  |
| One Life, One Soul              | 1996    | —     |
| He Ain't Heavy, He's My Brother | 1996    | 1996  |